# Julie Adams
Julie Adams, geboren als Betty May Adams (Waterloo (Iowa), 17 oktober 1926 - Los Angeles, 3 februari 2019), was een Amerikaanse actrice. 

## Biografie
Julie Adams is geboren in Iowa, maar groeide op in Blytheville in Arkansas. In het derde jaar van haar secretaresse-opleiding speelde ze mee in Hänsel and Gretel. Hierdoor besloot ze actrice te worden. In 1946, toen ze negentien was, werd ze "Miss Little Rock". Daarna verhuisde ze naar Californië, waar ze voor drie dagen in de week als secretaresse ging werken en de rest van de week spraaklessen volgde.
Ze begon haar acteercarrière in B-film westerns. Ze kreeg in 1949 een rol in de televisieserie Your Show Time. Ze speelde vele rollen in speelfilms en televisieseries en -films, zoals Creature from the Black Lagoon (1954), Maverick (1959-1960), Alfred Hitchcock Presents (1958-1961), Perry Mason (1963-1965), The Jimmy Stewart Show (1971-1972), Cannon (1972-1975), The Killer Inside Me (1976), Code Red (1981-1982), Murder, She Wrote (1987-1993), Beverly Hills, 90210 (1993) en World Trade Center (2006).
Adams trouwde op 2 januari 1951, en scheidde op 13 oktober 1953. Zij trouwde opnieuw op 20 februari 1955 waaruit ze twee zoons kreeg, en zij scheidde op 13 oktober 1978.

## Prijzen
- 1986 Soap Opera Digest Awards[1] in de categorie 'Uitstekende actrice in een bijrol in een dagelijkse soapserie' met de televisieserie Capitol – nominatie.
- 1999 Golden Boot Awards[2] in de categorie 'Golden Boot' – gewonnen.

## Filmografie

### Films
Selectie:
- 2011 Carnage - als secretaresse (stem)
- 2006 World Trade Center – als oma van Allison
- 1978 The Fifth Floor – als verpleegster Hannelord
- 1976 The Killer Inside Me – als moeder
- 1974 McQ – als Elaine
- 1965 Tickle Me – als Vera Radford
- 1955 Six Bridges to Cross – als Ellen Gallagher
- 1954 Creature from the Black Lagoon – als Kay Lawrence
- 1953 Wings of the Hawk – als Raquel Noriega
- 1953 The Man from the Alamo – als Beth Anders
- 1953 The Mississippi Gambler – als Ann Conant
- 1953 The Lawless Breed – als Rosie McCoy
- 1952 Horizons West – als Lorna Hardin
- 1952 Bend of the River – als Laura Baile
- 1951 Bright Victory – als Chris Paterson
- 1949 Red, Hot and Blue – als Starlet

### Televisieseries
Uitgezonderd eenmalige gastrollen.
- 2008 Lost: Missing Pieces – als Amelia - miniserie
- 1993 Beverly Hills, 90210 – als Arlene Beevis – 2 afl.
- 1987 – 1993 Murder, She Wrote – als Eve Simpson – 10 afl.
- 1981 – 1984 Too Close for Comfort – als Sylvia Walker – 2 afl.
- 1983 – 1987 Capitol – als Paula Denning - ? afl.
- 1981 – 1982 Code Red – als Ann Rorchek – 8 afl.
- 1978 Greatest Heroes of the Bible – als koningin – 2 afl.
- 1972 – 1975 Cannon – als mrs. Lucas en Sylvia Killian – 2 afl.
- 1969 – 1972 The Jimmy Stewart Show – als Martha Howard – 24 afl.
- 1970 – 1971 The Bold Ones: The New Doctors – als Lynn Craig – 2 afl.
- 1960 Cheyenne – als Irene Travers – 2 afl.

- Biblioteca Nacional de España: XX1323359
- Bibliothèque nationale de France: cb14148202w (data)
- Gemeinsame Normdatei: 1061699153
- International Standard Name Identifier: 0000 0000 8352 6534
- Library of Congress Control Number: no95040021
- Nationale Bibliotheek van Tsjechië: xx0184514
- Nationale Bibliotheek van Israël: 987007327029305171
- Istituto Centrale per il Catalogo Unico: RAVV095114
- Système universitaire de documentation: 101873328
- Virtual International Authority File: 5140748
- WorldCat: E39PBJvhrhh7G4xvTpYYRGhj4q